# Hans N. Andersen
Hans Andersen, född den 3 november 1980 i Odense är en dansk speedwayförare. Han kör år 2018 Dackarna i Sverige.